# Plocopsylla consobrina
Plocopsylla consobrina är en loppart som beskrevs av Beaucournu et Alcover 1990. Plocopsylla consobrina ingår i släktet Plocopsylla och familjen Stephanocircidae. Inga underarter finns listade i Catalogue of Life.